# (Feels Like) Heaven
(Feels Like) Heaven ist ein Lied der schottischen Musikgruppe Fiction Factory. Es wurde Ende 1983 als Single veröffentlicht und erschien auf ihrem Debütalbum Throw the Warped Wheel Out. Der Song wurde in vielen Ländern ein Hit, die Band gilt aufgrund des Titels auch als One-Hit-Wonder.

## Entstehung und Inhalt
Der Song wurde von dem Sänger Kevin Patterson gemeinsam mit dem Keyboarder Eddie Jordan geschrieben und von Peter Wilson produziert. Trotz des einem Liebeslied ähnlichen Titels handelt der Song in den Strophen von Trennung und Verlust.

## Veröffentlichung und Rezeption
Der Song wurde im Dezember 1983 bei CBS als Single veröffentlicht. Auf der B-Seite erschien Everyone But You. (Feels Like) Heaven wurde ein Hit in der Schweiz und erreichte dort Platz zwei der Single-Charts. Im Vereinigten Königreich erreichte er Platz sechs. Weitere Chartpositionen waren Platz zehn in Deutschland, Platz 14 in Schweden, Platz 20 in Österreich und Platz 24 in Neuseeland. Das Lied erschien auch auf vielen 1980er-Kompilationen.

## Musikvideo
Das Musikvideo zeigt die Band unter anderem in mit einer schaukelnden Kamera gefilmten Einstellungen. Zwei Zwillingsmädchen sind etwa beim Spielen auf einer Wiese und mit ihrem Vater zu sehen. Sie erscheinen – mit einer hinter ihnen stehenden, nicht erkennbaren Person – am Ende des Videos auch in einer Kirche, in der die Bandmitglieder sitzen, und in der es offenbar sehr kalt ist. In der Schlussszene ist Sänger Kevin Patterson durch einen kleinen Jungen ersetzt.

## Rezeption

### Chartplatzierungen
| ChartsChartplatzierungen     | Höchstplatzierung | Wochen |
| ---------------------------- | ----------------- | ------ |
| Deutschland (GfK)            | 10 (15 Wo.)       | 15     |
| Österreich (Ö3)              | 20 (2 Wo.)        | 2      |
| Schweiz (IFPI)               | 2 (13 Wo.)        | 13     |
| Vereinigtes Königreich (OCC) | 6 (9 Wo.)         | 9      |

| ChartsJahrescharts (1984) | Platzierung |
| ------------------------- | ----------- |
| Deutschland (GfK)         | 75          |
| Schweiz (IFPI)            | 26          |

### Auszeichnungen für Musikverkäufe
| Land/Region                  | Auszeichnungen für Musikverkäufe (Land/Region, Auszeichnung, Verkäufe) | Verkäufe |
| ---------------------------- | ---------------------------------------------------------------------- | -------- |
| Vereinigtes Königreich (BPI) | Silber                                                                 | 200.000  |
| Insgesamt                    | 1× Silber ·                                                            | 200.000  |

## Coverversionen
2003 nahm Dario G eine Dance-Version mit dem Titel Heaven Is Closer (Feels Like Heaven) auf, die auf Platz 38 im Vereinigten Königreich, auf Platz 57 in Deutschland, Platz 42 in Österreich und Platz 87 in der Schweiz kam. 2008 nahm Sylwania, ein deutsches Dance-Projekt, ebenfalls eine Version auf. Im selben Jahr coverte die Metal-Band Atrocity den Song auf Werk 80 II. 2011 wurde von Slow Moving Millie eine Version aufgenommen. 2012 coverte Matt Consola featuring Ben Holder & LFB den Song mit zusätzlichen Remixen von Joel Dickinson, Sean Mac, Christian Poow, SpekrFreks, Chubby Fingers and Swishcraft (aka Matt Consola & LFB). 2016 spielten die Manic Street Preachers das Stück während ihrer Everything-Must-Go-Tour zum 20. Bandjubiläum. Eine Studioaufnahme erschien von der Band auf der Kompilation BBC Radio 2’s Sounds of the 80s, Vol. 2.